# Campeonato Europeu de Atletismo em Pista Coberta de 2011 - Salto em distância masculino
A prova do salto em distância masculino do Campeonato Europeu de Atletismo em Pista Coberta de 2011 foi disputada entre os dias 4 e 5 de março de 2011 na AccorHotels Arena em Paris, França.

## Recordes
Antes desta competição, os recordes mundiais e do campeonato nesta prova eram os seguintes:
|                       | Nome            | Nacionalidade  | Distância | Local       | Data                  |
| --------------------- | --------------- | -------------- | --------- | ----------- | --------------------- |
| Recorde mundial       | Carl Lewis      | Estados Unidos | 8m 79cm   | Nova Iorque | 27 de janeiro de 1984 |
| Recorde do campeonato | Sebastian Bayer | Alemanha       | 8m 71cm   | Turim       | 8 de março de 2009    |
| Recorde europeu       | Sebastian Bayer | Alemanha       | 8m 71cm   | Turim       | 8 de março de 2009    |

## Medalhistas
| Ouro                  | Prata                | Bronze              |
| Sebastian Bayer (DEU) | Kafétien Gomis (FRA) | Morten Jensen (DNK) |

## Resultados

### Qualificação
Qualificação: 8,05m  (Q) ou os 8 melhores qualificados (q).  
Grupo A
| Posição. | Atleta             | Nacionalidade | 1ª   | 2ª   | 3ª   | Resultados | Notas |
| -------- | ------------------ | ------------- | ---- | ---- | ---- | ---------- | ----- |
| 1        | Morten Jensen      | Dinamarca     | 7,96 | X    | X    | 7,96       | q, =  |
| 2        | Kafétien Gomis     | França        | 7,88 | 7,85 | 7,91 | 7,91       | q     |
| 3        | Sebastian Bayer    | Alemanha      | 7,91 | 7,73 | 7,84 | 7,91       | q     |
| 4        | Roman Novotný      | Chéquia       | 7,90 | 7,72 | X    | 7,90       | q     |
| 5        | Michel Tornéus     | Suécia        | 7,84 | 7,73 | 7,88 | 7,88       | q     |
| 6        | Eusebio Cáceres    | Espanha       | X    | 7,81 | 7,83 | 7,83       |       |
| 7        | Andriy Makarčev    | Ucrânia       | 7,82 | X    | X    | 7,82       |       |
| 8        | Marcos Chuva       | Portugal      | 7,65 | 7,35 | 7,62 | 7,65       |       |
| 9        | Nikolaj Atanasov   | Bulgária      | 7,57 | 7,51 | X    | 7,57       |       |
| 10       | Petteri Lax        | Finlândia     | 7,20 | 7,43 | 7,19 | 7,43       |       |
| 11       | Yeóryios Tsákonas  | Grécia        | X    | X    | 7,35 | 7,35       |       |
| 12       | Zacharias Arnos    | Chipre        | 7,02 | 7,16 | 7,20 | 7,20       |       |
| 13       | Adrian Vasile      | Roménia       | 7,19 | –    | –    | 7,19       |       |
| 14       | Alexandr Cuharenco | Moldávia      | 7,06 | 7,13 | 7,04 | 7,13       |       |
| 15       | Admir Bregu        | Albânia       | 7,06 | X    | 6,97 | 7,06       |       |

Grupo B
| Posição. | Atleta               | Nacionalidade | 1ª   | 2ª   | 3ª   | Resultados | Notas |
| -------- | -------------------- | ------------- | ---- | ---- | ---- | ---------- | ----- |
| 1        | Teddy Tamgho         | França        | 7,82 | X    | 7,97 | 7,97       | q     |
| 2        | Luis Méliz           | Espanha       | 7,94 | 7,85 | 7,91 | 7,94       | q     |
| 3        | Povilas Mykolaitis   | Lituânia      | 7,90 | X    | 7,82 | 7,90       | q     |
| 4        | Salim Sdiri          | França        | 7,62 | 7,88 | X    | 7,88       |       |
| 5        | Elvijs Misans        | Lituânia      | 7,86 | X    | 7,75 | 7,86       |       |
| 6        | Louis Tsatoumas      | Grécia        | 7,66 | 7,81 | -    | 7,81       |       |
| 7        | Sergej Poljanskij    | Rússia        | X    | 7,81 | X    | 7,81       |       |
| 8        | Kristinn Torfason    | Islândia      | 7,72 | 7,73 | 7,73 | 7,73       |       |
| 9        | Štepán Wagner        | Chéquia       | X    | 7,63 | 7,67 | 7,67       |       |
| 10       | Andreas Otterling    | Suécia        | 7,17 | 7,63 | 7,48 | 7,63       |       |
| 11       | Nils Winter          | Alemanha      | 7,51 | 7,61 | X    | 7,61       |       |
| 12       | Vardan P'ahlevanyan  | Armênia       | 7,25 | 7,43 | X    | 7,43       |       |
| 13       | Jaroslav Dobrovodský | Eslováquia    | 7,40 | 7,22 | 7,33 | 7,40       |       |
| 14       | Otto Kilpi           | Finlândia     | 5,05 | 7,27 | X    | 7,27       |       |
| 15       | Darius Aučyna        | Lituânia      | 6,89 | 7,02 | X    | 7,02       |       |

### Final
A final foi realizada às 16:25 no dia 5 de março de 2011.  
| Posição           | Atleta             | Nacionalidade | 1ª   | 2ª   | 3ª   | 4ª   | 5ª   | 6ª   | Resultados | Notas                |
| ----------------- | ------------------ | ------------- | ---- | ---- | ---- | ---- | ---- | ---- | ---------- | -------------------- |
| Medalha de ouro   | Sebastian Bayer    | Alemanha      | X    | 8,10 | –    | 8,16 | X    | X    | 8,16       | Recorde da temporada |
| Medalha de prata  | Kafétien Gomis     | França        | 8,02 | X    | 7,93 | X    | 8,03 | 8,00 | 8,03       | Recorde da temporada |
| Medalha de bronze | Morten Jensen      | Dinamarca     | X    | X    | 8,00 | X    | X    | 7,88 | 8,00       | Recorde da temporada |
| 4                 | Teddy Tamgho       | França        | X    | 7,78 | X    | 7,83 | 7,94 | 7,98 | 7,98       |                      |
| 5                 | Povilas Mykolaitis | Lituânia      | X    | 7,85 | 7,87 | X    | 7,77 | 7,97 | 7,97       |                      |
| 6                 | Luis Méliz         | Espanha       | X    | 7,78 | 7,66 | 7,90 | 7,85 | 7,64 | 7,90       |                      |
| 7                 | Michel Tornéus     | Suécia        | 7,53 | 7,84 | 7,78 | 7,68 | X    | X    | 7,84       |                      |
| 8                 | Roman Novotný      | Chéquia       | 7,66 | X    | X    | X    | X    | X    | 7,66       |                      |

Legenda
| Recorde mundial       | Recorde mundial (World record)               |                       | Recorde africano                      | Recorde africano (African) |                                           | Q | Classificado por posição (Qualified) |
| Recorde do campeonato | Recorde do campeonato (Championship record)  | Recorde da América    | Recorde da América (Americas)         | q                          | Classificado por melhor tempo (Qualified) |   |                                      |
| Melhor marca do ano   | Melhor marca do ano (World leading)          | Recorde asiático      | Recorde asiático (Asian)              | DNS                        | Não largou (Did not start)                |   |                                      |
| Recorde nacional      | Recorde nacional (National record)           | Recorde europeu       | Recorde europeu (European)            | DNF                        | Não terminou (Did not finish)             |   |                                      |
| Recorde pessoal       | Recorde pessoal do atleta (Personal best)    | Recorde da Oceania    | Recorde da Oceania (Oceania)          | DSQ / DQ                   | Desclassificado (Disqualified)            |   |                                      |
| Recorde da temporada  | Recorde da temporada do atleta (Season best) | Recorde sul-americano | Recorde sul-americano (South America) | NM                         | Sem marca (No mark)                       |   |                                      |